# 義本
義本（琉球語：／  ?；1206年—？）據《中山世譜》中記載，是琉球國舜天王朝第三代王，也是該王朝的末代國王。1249年至1259年在位。先代國王舜馬順熙之子。
義本王在位期間，琉球天災、疫病頻繁發生。義本王認為自己作為國王應該為此負責。於是對攝政英祖說：「予為天所棄，民半失。令汝秉政，年豐民添，乃天之所眷也，宜承大統，為民父母。」英祖固辭，群臣皆勸之。義本遂讓位於英祖而隱。
義本王此後的事跡不詳。

## 子女
據《琉球國志略》載，義本王至少有一子一女：
- 一子娶宜野灣民女章真鶴為妻[1]
- 一女嫁章真鶴之弟章思德[1]